# أدريان كوت
أدريان كوت (بالإنجليزية: Adrian Coote)‏ هو لاعب كرة قدم بريطاني في مركز الهجوم، ولد في 30 سبتمبر 1978 في Belton with Browston ‏ في المملكة المتحدة. شارك مع منتخب أيرلندا الشمالية تحت 21 سنة لكرة القدم ومنتخب أيرلندا الشمالية لكرة القدم. أما مع النوادي، فقد لعب مع رودا كيركراده وكولتشستر يونايتد ونادي بريستول روفيرز ونورويتش سيتي.